# Oberlin (Kansas)
Oberlin es una ciudad ubicada en el condado de Decatur en el estado estadounidense de Kansas. En el año 2010 tenía una población de 1788 habitantes y una densidad poblacional de 357,6 personas por km².

## Geografía
Oberlin se encuentra ubicada en las coordenadas 39°49′16″N 100°31′42″O / 39.82111, -100.52833 (39.821235, -100.528369).

## Demografía
Según la Oficina del Censo en 2000 los ingresos medios por hogar en la localidad eran de $30,816 y los ingresos medios por familia eran $34,583. Los hombres tenían unos ingresos medios de $27,177 frente a los $16,488 para las mujeres. La renta per cápita para la localidad era de $17,271. Alrededor del 6.8% de la población estaban por debajo del umbral de pobreza.